# Хи² Гидры
Хи² Гидры (лат. χ² Hydrae), HD 96314 — тройная звезда в созвездии Гидры на расстоянии приблизительно 709 световых лет (около 217 парсек) от Солнца. Возраст звезды определён как около 204 млн лет.
Пара первого и второго компонентов — двойная затменная переменная звезда типа Алголя (EA). Видимая звёздная величина звезды — от +5,94m до +5,65m. Орбитальный период — около 2,2677 суток.

## Характеристики
Первый компонент (HD 96314A) — бело-голубая звезда спектрального класса B8III-IVe, или B8V, или B8. Масса — около 3,605 солнечной, радиус — около 4,39 солнечного, светимость — около 289,668 солнечной. Эффективная температура — около 11750 K.
Второй компонент (HD 96314B) — бело-голубая звезда спектрального класса B8V, или B8,5V. Масса — около 2,632 солнечной, радиус — около 2,159 солнечного, светимость — около 63,534 солнечной. Эффективная температура — около 11100 K.
Третий компонент — коричневый карлик. Масса — около 16,31 юпитерианской. Удалён в среднем на 2,557 а.е..